# Министерство транспорта Аргентины
Министе́рство тра́нспорта Аргенти́ны (исп. Ministerio de Transporte de Argentina) является национальным исполнительным органом, который управляет транспортными вопросами, включая наземные, воздушные и морские перевозки внутри страны.
Министерство было основано в 1949 году и ранее входило в состав Министерства внутренних дел и транспорта до 2015 года.
В декабре 2023 года министерство было распущено после вступления в должность президента Хавьера Милея, внёсшего поправки в Указ 438/92, в соответствии с которым количество министерств было сокращено с 18 до 9.

## История
Первое министерство транспорта было сформировано в 1949 году во время президентства Хуана Перона. Первым министром был полковник армии Хуан Франсиско Кастро, который занимал этот пост до 1952 года. Во времена правления Эдуардо Лонарди и Педро Арамбуру министерство было сохранено, но в 1958 году оно было преобразовано в секретариат при Министерстве общественных работ.
В 2012 году, во время президентства Кристины де Киршнер, Министерство транспорта вошло в состав Министерства внутренних дел, которое было переименовано в Министерство внутренних дел и транспорта. Во время президентства Маурисио Макри транспортный портфель вновь получил министерский статус. На этот раз министром стал Гильермо Дитрих.

## Структура
Министерство транспорта имеет ряд централизованных и децентрализованных подразделений. Централизованные подразделения, как и у других правительственных министерств, известны как секретариаты и заместители министра:
- Секретариат управления транспортом
  - Заместитель министра железнодорожного транспорта
  - Заместитель министра автомобильного транспорта
  - Заместитель министра портов, водных путей и торгового флота
- Секретариат транспортного планирования
  - Заместитель министра транспортного планирования и координации
- Секретариат междисциплинарной артикуляции
  - Заместитель министра транспорта по экономической и финансовой политике
  - Заместитель министра стратегических проектов и технологического развития

Министерству транспорта также подчиняются несколько децентрализованных ведомств, таких как Национальное агентство по безопасности дорожного движения, Национальная комиссия по регулированию транспорта, Совет по безопасности на транспорте, Национальная администрация гражданской авиации, Совет по расследованию авиационных происшествий гражданской авиации, Национальный орган регулирования системы аэропортов, Аргентинский национальный институт транспорта и Главное управление портов. Министерство транспорта также контролирует несколько государственных предприятий, таких как аргентинская авиакомпании Aerolíneas Argentinas, Operadora Ferroviaria S.E., Trenes Argentinos, Trenes Argentinos Infraestructura и Trenes Argentinos Cargas.

## Штаб-квартира
Штаб-квартира Министерства транспорта находится в Паласио Асьенде в Буэнос-Айресе, в котором также находятся штаб-квартиры других министерств: финансов, общественных работ и производства. Штаб-квартира Министерства была построена в два этапа между 1937 и 1950 годами на улице Иполито Иригойена, напротив Касы Росады и площади Мая.

## Список министров
| №                                                    | Министр                             | Партия                              | Партия                              | Срок                                | Президент                           | Президент                           |
| Министерство транспорта (1949—1958)                  | Министерство транспорта (1949—1958) | Министерство транспорта (1949—1958) | Министерство транспорта (1949—1958) | Министерство транспорта (1949—1958) | Министерство транспорта (1949—1958) | Министерство транспорта (1949—1958) |
| ---------------------------------------------------- | ----------------------------------- | ----------------------------------- | ----------------------------------- | ----------------------------------- | ----------------------------------- | ----------------------------------- |
| 1                                                    | Хуан Франциско Кастро               |                                     | Перонистская партия                 | 11 марта 1949 — 4 июня 1952         |                                     | Хуан Перон                          |
| 2                                                    | Хуан Эуженио Магги                  |                                     | Перонистская партия                 | 4 июня 1952 — 29 июня 1955          |                                     | Хуан Перон                          |
| 3                                                    | Альберто Итурбе                     |                                     | Перонистская партия                 | 30 июня 1955 — 21 сентября 1955     |                                     | Хуан Перон                          |
| 4                                                    | Хуан Хосе Уранда                    |                                     | Независимый (воен.)                 | 23 сентября 1955 — 13 ноября 1955   |                                     | Эдуардо Лонарди                     |
| 5                                                    | Сади Боннет                         |                                     | Независимый (воен.)                 | 13 ноября 1955 — 1 мая 1958         |                                     | Педро Арамбуру                      |
| Министерство внутренних дел и транспорта (2012—2015) |                                     |                                     |                                     |                                     |                                     |                                     |
| 6                                                    | Флоренсио Бандаццо                  |                                     | Хустисиалистская партия             | 6 июня 2012 — 10 декабря 2015       |                                     | Кристина Киршнер                    |
| Министерство транспорта (2015—2023)                  |                                     |                                     |                                     |                                     |                                     |                                     |
| 7                                                    | Гильермо Дитрих                     |                                     | Республиканское предложение         | 10 декабря 2015 — 10 декабря 2019   |                                     | Маурисио Макри                      |
| 8                                                    | Марио Меони                         |                                     | Фронт Обновления                    | 10 декабря 2019 — 23 апреля 2021    |                                     | Альберто Фернандес                  |
| 9                                                    | Алексис Геррера                     |                                     | Фронт Обновления                    | 3 мая 2021 — 29 ноября 2022         |                                     | Альберто Фернандес                  |
| 10                                                   | Диего Джьюлиано                     |                                     | Фронт Обновления                    | 29 ноября 2022 — 10 декабря 2023    |                                     | Альберто Фернандес                  |